# 浅蓼大橋
浅蓼大橋（せんりょうおおはし）は、長野県佐久市跡部 - 中込の千曲川に架かる国道141号の橋長408 m（メートル）の桁橋。

## 概要
浅寥大橋は右岸側の千曲川渡河部に鋼橋、左岸側にPC橋を採用している。浅蓼大橋の名は佐久地域の代表的な山である浅間山と蓼科山の名をとって命名された。
- 1期橋形式 - PC8径間連続T桁橋および鋼4径間連続2主鈑桁橋
- 2期橋形式 - PC8径間連続T桁橋および鋼4径間連続箱桁橋
- 橋長 - 408 m
  - PC橋部 - 153.7 m
  - 鋼橋部 - 254.5 m
    - 支間割 - 61.2 m + 64.0 m + 64.0 m + 63.7 m
- 幅員
  - 総幅員 - 23.800 m
  - 有効幅員 - 11.000 m[注釈 1] + 10.750 m[注釈 2]
  - 車道 - 7.500 m[注釈 3] +7.250 m[注釈 4]
  - 歩道 - 両側3.500 m
- 床版 - プレキャストPC床版（1期橋鈑桁部）
- 鋼重 - 254.5 t（1期橋鈑桁部）
- 施工 - 駒井鉄工[注釈 5]・日本鋼管[注釈 6]・松尾橋梁[注釈 7]（1期橋鈑桁部）
- 架設工法 - トラッククレーンベント工法（1期橋鈑桁部）

## 歴史
国道141号は佐久市から小諸市にかけて大規模なバイパス工事に1976年（昭和51年）に着手し、本橋を含め全線が2000年（平成12年）に暫定2車線で開通した。交通量の増大に伴い、本橋の南側の臼田 - 野沢間が2004年（平成16年）に4車線化に着手し、2009年（平成21年）3月に完成した。また、北川の長土呂 - 御影新田も2008年（平成20年）に4車線化に着手し、2011年（平成23年）3月に完成した。このため本橋およびしなの鉄道線に架かる平原大橋の区間が暫定2車線のまま残されたことから、同区間の4車線化事業を2014年度（平成26年度）に着手し全線の4車線化が事業化された。本橋の4車線化はまず、2018年度（平成30年度）に2期橋第2橋（鋼橋部）のP2・P3橋脚・A2橋台の嵩上げ工を発注し、2019年度（令和元年度）に2期橋第1橋（PC橋部）のP2 - P6橋脚の施工を発注した。